# Tretower Castle
Tretower Castle (walisisch Llys a Chastell Tre-tŵr) ist eine Burgruine in Powys in Wales. Die als Kulturdenkmal der Kategorie Grade I klassifizierte und als Scheduled Monument geschützte Ruine liegt am Südrand des zur Gemeinde Llanfihangel Cwmdu with Bwlch and Cathedine gehörenden Dorfes Tretower.

## Geschichte
Eine erste Motte mit hölzernen Befestigungen wurde um 1100 von Picard, einem Gefolgsmann von Bernard de Neufmarché nach der Eroberung des oberen Tals des Usk errichtet. Mitte des 12. Jahrhunderts wurden die hölzernen Befestigungen von Picards Sohn Roger Picard I durch einen steinernen Shell Keep ersetzt. Rogers Urenkel Roger Picard II errichtete zwischen 1230 und 1240 den großen runden Keep innerhalb des Shell Keeps. Dafür wurden dessen innere Mauern abgerissen und die Außenmauern erhöht. Um diese Zeit wurde auch die Vorburg ummauert. Während der Rebellion von Owain Glyndŵr wurde die Burg unter Sir James Berkeley gegen walisische Angriffe verteidigt, vermutlich wurde für die starke Besatzung ein neues Gebäude nordwestlich des Burghügels errichtet. Im 15. Jahrhundert besaß die Familie Herbert die Burg, um 1450 übergab William Herbert die Burg seinem Halbbruder Roger Vaughan. Vermutlich von diesem wurde das östlich der Burg gelegene Herrenhaus Tretower Court errichtet, während die Burg spätestens ab dem 16. Jahrhundert verfiel. Im 18. Jahrhundert wurde innerhalb des Burghofs ein Bauernhof errichtet, für dessen Bau vermutlich Steine der Ringmauer verwendet wurden. Nachdem 1947 ein großer Teil der Mauern des Shell Keeps einstürzte, kaufte 1947 der Staat die Ruine. Bis in die 1960er Jahre erfolgte eine umfassende Restaurierung der Ruine. Die Ruine wird heute von Cadw verwaltet und ist zu besichtigen.

## Anlage
Die Burg liegt etwa 100 m nördlich des Baches Rhiangoll, durch einen umgebenden Wassergraben und das im Mittelalter die Burg umgebende Feuchtgebiet war sie nur schwer angreifbar.
Die aus Bruchstein errichtete Burg besteht aus einer Kernburg und der östlich davor liegenden Vorburg. Die Kernburg besteht aus dem runden Keep, der auf dem um 1100 errichteten Burghügel steht und von den Resten der Mauern des Shell Keeps umgeben ist. Der Keep besteht aus einem Kellergeschoss und drei weiteren Stockwerken, er ähnelt dem zur gleichen Zeit erbauten, in der Nähe liegenden Keep von Bronllys Castle. Am Mauerfuß sind seine Mauern etwa 3 m dick, der ursprüngliche Eingang befand sich im ersten Stock. Die Treppen in die oberen Stockwerke waren in die Mauer eingelassen. Von dem den Keep umgebenden Mauern des Shell Keeps sind vor allem die West- und Südseite erhalten, während von den Mauern an der Nord- und Nordostseite nur die Grundmauern erhalten sind. An der Ostseite befand sich ein ursprünglich mit einer Zugbrücke gesichertes Torhaus, von dem ebenfalls nur die Fundamente erhalten sind. Von den Innenräumen des Shell Keeps sind noch die Reste der Wohnhalle und der Küche im Erdgeschoss erkennbar, das Wohngemach der Burgherren befand sich im Obergeschoss an der Westseite. Die Wohnräume waren für das 12. Jahrhundert aufwändig mit architektonischen Details und Steinmetzarbeiten ausgestattet. Auf der Außenmauer befand sich ein Wehrgang, von dem man über eine hölzerne Brücke in das zweite Obergeschoss des Keeps gelangen konnte.
Östlich der Kernburg lag die dreieckige Vorburg, die an den Nord- und Ostecken mit Rundtürmen gesichert war. Von der Ringmauer sind nur geringe Reste erhalten. An der Nordseite der Vorburg befinden sich die als Bauernhof genutzten Gebäude aus dem 18. Jahrhundert, die mehrfach umgebaut wurden und die die mittelalterliche Ringmauer als Außenmauer mit einbeziehen.